# Trading Snakeoil for Wolftickets
Trading Snakeoil for Wolftickets je drugi studijski album američkog pjevača Garya Julesa. Objavljen je 2001. u samostalnom izdanju.
Mjesto na top ljestvicama dobio je tek dvije godine kasnije kad je 19. siječnja 2004. ponovno izdan, ovaj put pod etiketom Universal Recordsa. 
Osim dvanaest ispod navedenih pjesama, na albumu se pod brojem 13. nalazi i skrivena pjesma trajanja 5:24.

## Popis pjesama
| 1.    | »Broke Window«                  | 2:38 |
| 2.    | »No Poetry«                     | 3:58 |
| 3.    | »DTLA (Downtown Los Angeles)«   | 3:33 |
| 4.    | »Unlucky«                       | 1:55 |
| 5.    | »Something Else«                | 4:23 |
| 6.    | »Pills«                         | 2:20 |
| 7.    | »Boat Song«                     | 4:06 |
| 8.    | »Umbilical Town«                | 3:55 |
| 9.    | »The Princess of Hollywood Way« | 3:54 |
| 10.   | »Patchwork G«                   | 3:26 |
| 11.   | »Barstool«                      | 5:02 |
| 12.   | »Mad World«                     | 3:03 |
| 37:28 |                                 |      |

## Izvođači
- Gary Jules - vokal, gitara, mandolina, harmonika
- Michael Andrews - gitara, bas, pomoćni vokal, bubnjevi
- Sarah Brysk - vokal
- Robert Walter - glasovir
- Al Sgro - vokal
- George Sluppick - bubnjevi (pjesme 2 i 9)
- Matt Lynott - bubnjevi (pjesme 1 i 11)